# ラストフライト (映画)

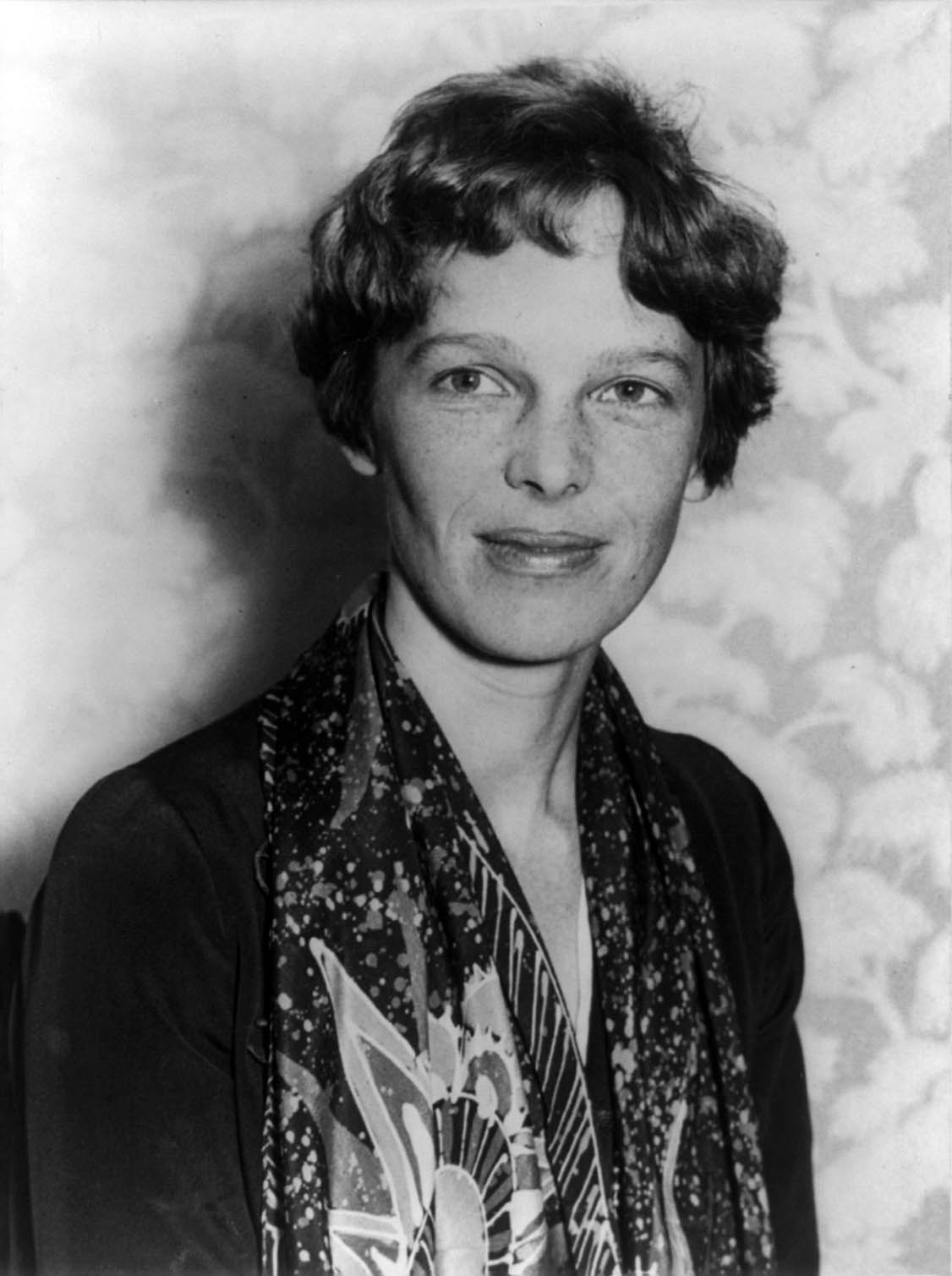
アメリア・イアハートの肖像

『ラストフライト』（Amelia Earhart: The Final Flight）は、1994年のアメリカ合衆国のテレビ映画。監督はイヴ・シモノー、出演はダイアン・キートンとルトガー・ハウアーなど。女性として初めて大西洋横断に成功した飛行士、アメリア・イアハートを描いた伝記映画である。
日本劇場未公開だが、ビデオが発売された他、JSB（現：WOWOW）で『ラストフライト/アメリアの挑戦』として放送されたことがある。なお、2014年8月現在、DVDは発売されていない。
脚本は、イアハートの伝記『Amelia Earhart: A Biography』（ドリス・L・リッチ著）に基づいている。

## キャスト
- アメリア・イアハート: ダイアン・キートン
- フレッド・ヌーナン（英語版）: ルトガー・ハウアー
- ジョージ・パットナム（英語版）: ブルース・ダーン

## 作品の評価
イアハートを演じた主演のダイアン・キートンが第52回ゴールデングローブ賞で女優賞（ミニシリーズ・テレビ映画部門）にノミネートされた。